# Evangeliska folkhögskolan i Svenskfinland
Evangeliska folkhögskolan i Svenskfinland (Efo) är en svenskspråkig folkhögskola med campus i Vasa och Hangö. Skolan grundades 1926 och har verkat i hörnet av Strandgatan/Korsholmsesplananden i Vasa sedan 1942. 

## Historia
Evangeliska Folkhögskolan i svenska Finland grundades år 1926 och verkade de två första åren i ett bönehus i Dagsmark i Kristinestad i södra Österbotten. 1928 flyttades verksamheten till Jeppo bönehus där man verkade i två år. 1930 köpte man herrgården Keppo gård där skolan verkade i 12 år. I mars 1942 köpte skolan fastigheten Strandgatan 21 i Vasa (Piispanens hus) och flyttade verksamhet dit. Huvudbyggnaden (som senare kom att kallas Kursgården), ett trevåningshus i tegel från slutet av 1890-talet, används fortfarande i skolverksamheten. 1947 bytte skolan namn till Evangeliska folkhögskolan i Österbotten, eftersom en evangelisk folkhögskola då också grundades i Hangö.
Verkstadsbyggnaden på innergården (med bl.a. slöjdsal, vävsal och sysal) invigdes 1963 och den nya huvudbyggnaden på Strandgatan 22 invigdes två år senare. I den nya huvudbyggnaden fanns matsal, festsal, undervisnings- och kansliutrymmen samt internat och bostäder. Ett par decennier senare, när behovet av ett nytt internat växte, inleddes ytterligare ett byggprojekt. Det nya moderna internatet byggdes på gamla pojkinternatets och personalbostädernas plats mot Korsholmsesplanaden och stod klart 1988. Den byggnaden står kvar ännu idag, men är numera ihopbyggd med Evangeliska Centret. 
2012 sammanslogs skolan med Evangeliska Folkhögskolan i södra Finland (i Hangö) och bytte igen namn till Evangeliska folkhögskolan i Svenskfinland.  
2015 inleddes planeringen av nästa skede i byggandet eftersom de båda byggnaderna från 1960-talet var dåligt skick och fastigheterna inte längre motsvarade skolans behov. Tomten delades, södra delen såldes (Strandgatan 22). Kursgården och internatet byggdes ihop och byggnaderna från 1960-talet på den sålda tomten revs. 2018 flyttade skolan in i de nya och nyrenoverade utrymmena i den nya fastigheten som kallas Evangeliska Centret i Vasa. I de nya utrymmena finns allt under samma tak. En öppen foajé i anslutning EC Café och den ljusa öppna festsalen. Ena ytterväggen av det äldsta huset utgör nu en vacker innervägg i det nya centret.   
Skolan har genom åren specialiserat sig inom flera områden. Från början hade skolan endast en allmän linje; en allmänbildande linje som påbyggnad till folkskolan. 1952 startades en studielinje ämnad för dem som ville söka vidare till en yrkesutbildning. Vårdlinjen startade 1967 och kom senare att byta namn till praktiska linjen, och senare även andra benämnningar. 1971 startades en ny linje, helt i linje med tidens behov: Musiklinjen, som verkade utan avbrott ända till 2016. 1980 inleddes ett nytt koncept som gick under namnet Bibelskolan. 1992 startade datalinjen som länge kom att vara en erkänt högklassig datalinje. Efo:s första hemsida lanserades redan 1996. Datalinjen har haft olika namn under åren och har tidvis varit specialiserad på foto och bildbehandling. Skolans språk- och invandrarlinje startade officiellt 1994, även om man haft studerande från många olika länder redan tidigare, som kommit till Efo för att lära sig svenska. Den linjen kom att bli mycket populär och drar fortfarande ett 40–50 heltidsstuderande. Numera går den linjen under namnet LINJE S.   
2021 inleddes den nya linjen LINJE X - Folkhögskoleåret för läropliktiga, som ett direkt resultat av den utvidgade läroplikten. Utbudet på Linje X innehåller många ämnesområden som genom historien varit starkt förknippade med Efo, som t.e.x. musik, IT, fotografering, många olika praktiska ämnen och förstås allmänbildande ämnen.   

## Nutid

### Vasa Campus
Vid Vasa Campus har Efo ca 60 heltidsstuderande. Skolan erbjuder folkhögskolestudier på två så kallade långa linjer (heltidsstudier augusti–maj): 
- Linje S, språklinjen, svenska för nybörjare, integrationsutbildning
- Linje X, ett mellanår för läropliktiga (Folkhögskoleåret för läropliktiga)

Dessutom ordnar Efo korta kurser inom många olika ämnesområden. Efo bedriver förutom folkhögskola också EC Café, EC Hostel och EC Conference vid Vasa Campus. De studerande har möjlighet att bo på skolans internat. Skolan arbetar i en öppen och internationell atmosfär i det nya Evangeliska Centret vid Södra stadsfjärdens strand i nära anslutning till Svenska Lutherska Evangeliföreningen i Finland (SLEF).

### Hangö Campus
Vid Hangö Campus (Folkia Center) i södra Finland bedrivs gästhemsverksamhet samt rehabiliterande verksamhet för långtidsarbetslösa i olika verkstäder. 

### Organisation
Som skolans rektor fungerar Jan Åbacka och verksamheten vid Hangö Campus leds av platschef Anni Tuohimaa. Skolan ägs av Garantiföreningen för Evangeliska folkhögskolan i Svenskfinland rf. Garantiföreningen har omkring 1350 medlemmar och leds av en styrelse. Styrelseordförande är Mikael Still. I anslutning till skolan verkar också Elevförbundet som är en självständig förening vars syfte är att stärka sammanhållningen mellan skolans studerande från alla årskurser. Alla studerande kan bli medlemmar i elevförbundet, liksom även kortkursdeltagare som deltagit i ett visst antal kurser, samt personalen.
Efo är en av 11 svenskspråkiga och 82 finskspråkiga folkhögskolor i Finland, och är medlem i takorganisationen Finlands Folkhögskolförening. Folkhögskolorna hör till den så kallade fria bildningen och de långa linjerna är en del av andra stadiets utbildningar i Finland.